# Ахмедов Михайло Володимирович
Ахмедов Михайло Володимирович (нар. 24 квітня 1925 — 27 серпня 1989) — радянський військовик. У роки німецько-радянської війни, стрілець-автоматник 3-го стрілецького батальйону 241-го гвардійського стрілецького полку 75-ї гвардійської стрілецької дивізії 30-го стрілецького корпусу 60-ї Армії Центрального фронту, Герой Радянського Союзу (17.10.1943), гвардії червоноармієць, пізніше гвардії підполковник.

## Біографія
Народився 20 квітня 1915 року в с. Василькове, зараз Купинський район, Новосибірська область у робітничій родині (за іншими даними у с. Татарське, Омська область). Вчився у Байрам-Алійському технікумі сільгосп машин (Туркменістан).
У Червоній Армії з лютого 1943 року. На фронті з серпня 1943 року, М. В. Ахмедов відзначився при форсуванні ріки Дніпро північніше Києва восени 1943 року, у боях при захопленні та утриманні плацдарму на правому березі Дніпра в районі сіл Глібівка та Ясногородка (Вишгородський район Київської області). Командир 241-го гвардійського стрілецького полку гвардії підполковник Бударін М. П. в нагородному листі написав, що в боях на Київському напрямку Ахмедов проявив мужність і доблесть. 23.09.1943 року під вогнем противника одним з перших форсував Дніпро і напівроздягнений вступив у бій. В цьому бою знищив 37 гітлерівців. З 24.09.1943 року до 29.9.1943 безперервно знаходився у розвідці, дав дуже цінні відомості про місця знаходження артилерії та піхоти противника.
Указом Президії Верховної Ради СРСР від 17 жовтня 1943 року за мужність і героїзм проявлені при форсуванні Дніпра і утриманні плацдарму гвардії червоноармійцю Ахмедову Михайлу Володимировичу присвоєне звання Героя Радянського Союзу з врученням ордена Леніна і медалі «Золота Зірка».
Під час звільнення Білорусі гвардії старший сержант Ахмедов у складі групи розвідників проникнув у німецький тил, звідки світовими, димовими та радіосигналами наводив американські бомбардувальники на скупчення німецьких військ, цистерни з пальним, танки. Був нагороджений американським орденом Срібна Зірка.
В наступних боях комсорг 3-го стрілецького батальйону 212-го стрілецького полку М. В. Ахмедов проводив велику підготовчу роботу з особовим складом, разом з бійцями йшов у наступ, першим вривався у траншеї противника, заохочуючи воїнів власним прикладом. Наказом військам 65-ї Армии № 376/н від 03.08.1944 року був нагороджений орденом Вітчизняної війни 2-го ступеня.
У боях в Прибалтиці гвардії молодший лейтенант Ахмедов показав зразок організації комсомольської роботи. Командир 212-го гвардійського стрілецького полку гвардії полковник Чусовитін І. А. написав в нагородному листі, що Ахмедов своїм особистим прикладом надихав молодь на подвиги. В боях східніше Бедері особисто брав участь у відбитті трьох контратак противника. Був нагороджений орденом Червоної Зірки.
У лютому 1945 року в боях за м. Заллентін Ахмедов мобілізував комсомольців на виконання бойового наказу командира. Командир полку гвардії полковник Воробйов А. П. написав у нагородному листі, що в критичні хвилини бою, коли вибула зі строю кулеметна обслуга, Ахмедов сам ліг за кулемет і відбивав контратаки противника. Коли був розбитий кулемет, підібрав автомат і продовжив битися. Ахмедов був нагороджений орденом Вітчизняної війни 1 ступеня.
Після війни М. В. Ахмедов продовжив службу в армії. В 1947 році він закінчив курси Московського воєнного округу, а в 1957 році екстерном — Московське загальновійськове командне училище. З 1965 року підполковник Ахмедов у відставці.
Жив у м. Воронеж. Помер 27 серпня 1989 року.

## Нагороди
- медаль «Золота Зірка» № 1547 Героя Радянського Союзу (17 жовтня 1943)
- Орден Леніна
- Орден Вітчизняної війни 1 ступеня
- Орден Вітчизняної війни 1 ступеня
- Орден Вітчизняної війни 2 ступеня
- Орден Червоної Зірки
- Орден Срібна Зірка
- Медалі

## Пам'ять
- Ім'я Героя носить школа № 10 у м. Челябінськ.